# Center for Humane Technology
El Center for Humane Technology es una organización sin ánimo de lucro centrada en la ética de la tecnolo gía.

## Líneas de actuación
Lanzado en 2018 por el reconocido experto en ética del diseño de Google Tristan Harris y ex expertos en tecnología profundamente preocupados, el Center for Human Technology (CHT) es una organización independiente sin fines de lucro con sede en San Francisco.